# المكروم
المكروم هو فيلم كوميدي مغربي صدر سنة 2005، من إخراج داوود اولاد السيد، وبطولة كل من عبد الله فركوس، وبشرى أهريش، وفضيلة بنموسى، ومصطفى تاه تاه، وعبد الجبار لوزير، ونجاة الوافي. تدور أحداث الفيلم حول بائع ملابس يعمل في سوق المدينة القديمة بمراكش، يعثر صدفة بين أكوام الملابس على كيس مليء برزم من عملة اليورو، تدفعه هذه المفاجأة إلى اتخاذ قرار بالفرار من حياة الفقر والبؤس، ساعيًا إلى بداية جديدة بعيدًا عن زوجته وحماته اللتين يعيش معهما، على أمل أن يجد السعادة التي لم يعرف طعمها من قبل.

## القصة
بين أزقة المدينة القديمة بمراكش، يعيش المعلم عمر، بائع الملابس المستعملة في السوق العتيق، مع زوجته لطيفة وأبنائه في بيت حماته، المرأة سليطة اللسان، التي لا تترك فرصة إلا وتعاتبه على فقره، وتُحمّله مسؤولية الوضع المزري الذي تعيشه ابنتها وأحفادها. لا تكتفي بتأنيبه على العوز، بل تُوبّخه أيضًا لأنه لم يُجرِ بعد عملية الختان لابنه الأصغر، رغم أن سنّه الطبيعي قد مضى منذ زمن.
وفي خضم هذا الضغط العائلي والنفسي، يُثقل كاهل المعلم عمر عبء آخر: صاحب المحل الذي يطالبه مرارًا بإيجار لم يُسدَّد منذ شهور.
ذات يوم، تصل إلى دكان عمر شحنة جديدة من الملابس المستعملة، وبينما يفرزها كعادته، يعثر على كيس غريب يحتوي على حقيبة مليئة برزم من عملة اليورو. يُذهل من المفاجأة، ويتملّكه القلق والخوف من ضياع تلك «النعمة»، فيسارع إلى شراء قفل ضخم لحمايتها.
تدفعه رغبته في تحويل المال إلى الدرهم المغربي إلى التوجّه نحو بعض تجار البازارات، لكن أحدهم ينصحه باللجوء إلى البنك، حيث الأمان والضمان. هناك، يتعرّف عمر على فاتن، موظفة الاستقبال الشابة، التي تساعده في إتمام عملية الصرف. ومع توالي الزيارات، تبدأ فاتن في التقرّب منه، بعدما أدركت أنه غنيمة ثمينة.
تتسلل فاتن إلى قلب المعلم عمر، حتى تُسيطر عليه بالكامل. يصبح وجودها محور حياته، فيهمل زوجته وأولاده، ويغيب عن متجره، فيثير تغيّره المفاجئ دهشة الجميع. لم يقتصر التحوّل على سلوكه فقط، بل شمل مظهره أيضًا: تخلى عن الجلباب والطربوش، وارتدى البدلة وربطة العنق. أقام الولائم، وأنفق ببذخ، وكلما سئل عن مصدر هذه الثروة المفاجئة، كان يرد بأن شقيقه في السعودية هو من يُرسل له المال.
كانت تلك الفترة ذروة سعادته، أو هكذا ظنّ. لكنه لم يكن يعلم أن فاتن كانت على علاقة سرية بموظف شاب في البنك يُدعى عادل. وذات ليلة، وبينما كان عادل في بيت فاتن، داهمهما المعلم عمر، واكتشف خيانتها. حينها سقط القناع، وتيقّن أن فاتن لم تحبه يومًا، بل استغلّته طمعًا في ماله.
تهشّمت الصورة أمامه، فاستفاق من غفلته، وقرر أن يُعيد ترتيب حياته. عاد إلى زوجته وأبنائه، واستغل ما تبقى من المال في تحسين وضعهم المعيشي. وكانت النهاية فرحة حقيقية، حين أقام حفلاً كبيرًا لختان ابنه الأصغر، في مشهد عائلي دافئ، يليق ببداية جديدة أكثر وعيًا ونضجًا.

## طاقم التمثيل
- عبد الله فركوس بدور عمر
- بشرى أهريش بدور لطيفة
- فضيلة بن موسى بدور والدة لطيفة
- نجاة الوافي بدور فاتن
- مصطفى تاه تاه بدور إدريس
- عبد الجبار لوزير بدور حجوب
- يوسف أيت منصور بدور عادل

## وصلات خارجية
- المكروم على موقع قاعدة بيانات الأفلام العربية
- المكروم على موقع قاعدة بيانات الفيلم (الإنجليزية)
- المكروم على موقع ليتربوكسد (الإنجليزية)